# A Life in the Balance
Pour plus de détails, voir Fiche technique et Distribution.
A Life in the Balance est un film muet américain réalisé par Mack Sennett sorti en 1913.

## Fiche technique
- Titre : A Life in the Balance
- Réalisation : Mack Sennett
- Production : Mack Sennett
- Studio de production : The Keystone Film Company
- Distribution : Mutual Film Corporation
- Pays de production : États-Unis
- Format : Noir et blanc - 1,37:1 - Format 35 mm
- Langue : film muet intertitres anglais
- Genre : Comédie
- Date de sortie : 
  - États-Unis : 14 avril 1913

## Distribution
- Ford Sterling
- Dot Farley
- Raymond Hatton